# Stath Lets Flats
Stath Lets Flats é uma sitcom britânica criada e co-escrita por Jamie Demetriou, que estreou no Channel 4 em 27 de junho de 2018. O programa foi aclamado pela crítica por seu elenco e performances. Em 2020, ganhou o prêmio BAFTA TV de Melhor Comédia Roteirizada e Melhor Performance de Comédia Masculina. A terceira temporada do programa começou a ser exibida em 26 de outubro de 2021. O programa também vai ao ar na HBO Max nos EUA. Em janeiro de 2022, Demetriou disse que não havia planos atuais para uma quarta temporada, mas pode haver um no futuro.

## Elenco e personagens
| Ator                 | Papel              | Temporada       | Temporada       | Temporada       |
| Ator                 | Papel              | 1               | 2               | 3               |
| -------------------- | ------------------ | --------------- | --------------- | --------------- |
| Jamie Demetriou      | Stath Charalambos  | Principal       | Principal       | Principal       |
| Natasia Demetriou    | Sophie Charalambos | Principal       | Principal       | Principal       |
| Christos Stergioglou | Vasos Charalambos  | Principal       | Principal       | Principal       |
| Katy Wix             | Carole Collins     | Principal       | Principal       | Principal       |
| Al Roberts           | Al Clark           | Principal       | Principal       | Principal       |
| Kiell Smith-Bynoe    | Dean Townsend      | Principal       | Principal       | Principal       |
| Alex Beckett         | Marcus             | Principal       | Does not appear | Does not appear |
| Ellie White          | Katia              | Recorrente      | Principal       | Principal       |
| Dustin Demri-Burns   | Julian             | Recorrente      | Principal       | Does not appear |
| Tom Stourton         | Robbie             | Recorrente      | Recorrente      | Recorrente      |
| Haruka Abe           | Tomoko             | Recorrente      | Does not appear | Does not appear |
| Jimmy Roussounis     | Stephen            | Does not appear | Recorrente      | Recorrente      |
| David Mumeni         | Cem                | Does not appear | Recorrente      | Recorrente      |
| Kayode Ewumi         | Bits               | Does not appear | Recorrente      | Does not appear |
| Nick Mohammed        | Anthony Stappan    | Does not appear | Recorrente      | Recorrente      |
| David Avery          | Bambos             | Does not appear | Does not appear | Recorrente      |
| Charlie Cooper       | Gregory            | Does not appear | Does not appear | Recorrente      |

## Episódios
| Temporada | Temporada | Episódios | Episódios | Originalmente exibido | Originalmente exibido  |
| Temporada | Temporada | Episódios | Episódios | Estreia da temporada  | Final da temporada     |
| --------- | --------- | --------- | --------- | --------------------- | ---------------------- |
|           | 1         | 6         | 6         | 27 de junho de 2018   | 1 de agosto de 2018    |
|           | 2         | 6         | 6         | 19 de agosto de 2019  | 23 de setembro de 2019 |
|           | 3         | 6         | 6         | 26 de outubro de 2021 | 30 de novembro de 2021 |